# Geocharis submersus
Geocharis submersus é uma espécie de insetos coleópteros pertencente à família Carabidae.
A autoridade científica da espécie é A. Serrano & Aguiar, tendo sido descrita no ano de 2003.
Trata-se de uma espécie presente no território português.